# Oziotelphusa
Oziotelphusa là một chi cua nước ngọt. Các loài thuộc chi này phân bố ở Sri Lanka và miền nam Ấn Độ.
Chi này trước đây được xếp vào họ Parathelphusidae. Tuy nhiên, hiện tại thì họ này đã được xếp đồng nghĩa với họ Gecarcinucidae.

## Các loài
Chi Oziotelphusa chứa 15 loài, tất cả đều nằm trong sách đỏ IUCN:
| Loài                         | Tác giả     | Năm  | Phân bố            | Tình trạng IUCN | Chú thích                            |
| ---------------------------- | ----------- | ---- | ------------------ | --------------- | ------------------------------------ |
| Oziotelphusa aurantia        | (Herbst)    | 1799 | Ấn Độ (Tamil Nadu) | [ 4 ]           | chỉ biết mẫu vật điển hình           |
| Oziotelphusa biloba          | Bahir & Yeo | 2005 | Ấn Độ (Kerala)     | [ 5 ]           | Làng Kodagara và Koratti             |
| Oziotelphusa bouvieri        | (Rathbun)   | 1904 | Ấn Độ (Tamil Nadu) | [ 6 ]           | chỉ biết khu vực điển hình           |
| Oziotelphusa ceylonensis     | (Fernando)  | 1960 | Sri Lanka          | [ 7 ]           | 9 khu vực                            |
| Oziotelphusa dakuna          | Bahir & Yeo | 2005 | Sri Lanka          | [ 8 ]           | chỉ biết trong 1 hay 2 khu vực       |
| Oziotelphusa gallicola       | Bahir & Yeo | 2005 | Sri Lanka          | [ 9 ]           | xung quanh Galle                     |
| Oziotelphusa hippocastanum   | (Müller)    | 1887 | Sri Lanka          | [ 10 ]          |                                      |
| Oziotelphusa intuta          | Bahir & Yeo | 2005 | Sri Lanka          | [ 11 ]          | chỉ biết khu vực điển hình           |
| Oziotelphusa kerala          | Bahir & Yeo | 2005 | Ấn Độ (Kerala)     | [ 12 ]          | chỉ biết mẫu vật điển hình           |
| Oziotelphusa kodagoda        | Bahir & Yeo | 2005 | Sri Lanka          | [ 13 ]          | chỉ biết khu vực điển hình           |
| Oziotelphusa mineriyaensis   | Bott        | 1970 | Sri Lanka          | [ 14 ]          | 2 khu vực: Minneriya và Anuradhapura |
| Oziotelphusa populosa        | Bahir & Yeo | 2005 | Sri Lanka          | [ 15 ]          | 2 khu vực                            |
| Oziotelphusa ritigala        | Bahir & Yeo | 2005 | Sri Lanka          | [ 16 ]          | 2 khu vực: Ritigala và Mundel        |
| Oziotelphusa stricta         | Ng & Tay    | 2001 | Sri Lanka          | [ 17 ]          |                                      |
| Oziotelphusa wagrakarowensis | (Rathbun)   | 1904 | Ấn Độ (Karnataka)  | [ 18 ]          |                                      |